# Női szinkron műugrás a 2012. évi nyári olimpiai játékokon
A 2012. évi nyári olimpiai játékokon a műugrás női szinkron 3 méteres versenyszámát július 29-én rendezték meg az Aquatics Centre-ben.
A kínai Vu Min-hszia–Ho Ce-kettős nyerte meg a döntőt. A versenyben a kínai duó az első sorozattól vezetett, és végül 346,20 ponttal, nagy fölénnyel győzött a második helyen végzett az amerikai Abby Johnston–Kelci Bryant-páros előtt. A kanadai Emilie Heymans–Jennifer Abel-páros szerezte meg a bronzérmet.

## Versenynaptár
Az időpontok helyi idő szerint, zárójelben magyar idő szerint olvashatóak.
| Dátum                      | Időpont       | Forduló |
| -------------------------- | ------------- | ------- |
| 2012. július 29., vasárnap | 15:00 (16:00) | Döntő   |

## Eredmény
| # | Ország                 | Név                                 | Pontok |
| - | ---------------------- | ----------------------------------- | ------ |
|   | Kína (CHN)             | Ho Ce / Vu Min-hszia                | 346,20 |
|   | Egyesült Államok (USA) | Kelci Bryant / Abigail Johnston     | 321,90 |
|   | Kanada (CAN)           | Jennifer Abel / Émilie Heymans      | 316,80 |
| 4 | Olaszország (ITA)      | Tania Cagnotto / Francesca Dallapé  | 314,10 |
| 5 | Ausztrália (AUS)       | Sharleen Stratton / Anabelle Smith  | 304,95 |
| 6 | Ukrajna (UKR)          | Olena Fedorova / Hanna Piszmenszka  | 302,40 |
| 7 | Nagy-Britannia (GBR)   | Alicia Blagg / Rebecca Gallantree   | 285,60 |
| 8 | Malajzia (MAS)         | Cheong Jun Hoong / Pandelela Rinong | 283,50 |